# Turin (Iowa)
Turin è una città della contea di Monona, Iowa, Stati Uniti. La popolazione era di 68 abitanti al censimento del 2010.

## Geografia fisica
Secondo lo United States Census Bureau, ha un'area totale di 0,09 mi² (0,23 km²).

## Storia
Turin fu pianificata nel 1887. Prende il nome da Torino (Turin), in Italia. Nel 1887 fu istituito un ufficio postale a Turin, che rimase in funzione fino alla sua chiusura nel 1996.

## Società

### Evoluzione demografica
Secondo il censimento del 2010, la popolazione era di 68 abitanti.

### Etnie e minoranze straniere
Secondo il censimento del 2010, la composizione etnica della città era formata dal 97,1% di bianchi, il 2,9% di afroamericani, lo 0,0% di nativi americani, lo 0,0% di asiatici, lo 0,0% di oceanici, lo 0,0% di altre etnie, e lo 0,0% di due o più etnie. Ispanici o latinos di qualunque etnia erano lo 0,0% della popolazione.